# Yannick - La rivincita dello spettatore
Yannick - La rivincita dello spettatore (Yannick) è un film del 2023 scritto e diretto da Quentin Dupieux.

## Trama
Nel bel mezzo di uno spettacolo teatrale, lo stravagante Yannick si alza dalla platea e inveisce contro gli attori, rei di non divertirlo abbastanza e anzi di star rovinando la sua serata libera. Furioso e delirante, il giovane prenderà in ostaggio gli interpreti e il pubblico in sala, riscrivendo completamente il copione della piece.

## Produzione
Le riprese del film sono state realizzate in appena 6 giorni. È stata sfruttata un'unica location, il teatro parigino Déjazet. Il cast è composto interamente da attori che avevano già collaborato con il cineasta francese.
È stato calcolato un budget produttivo di circa 1 milione di euro.

## Distribuzione
Il film è stato annunciato da Quentin Dupieux, tramite social media, il 28 giugno 2023. Il regista ha poi confermato l'uscita del film in occasione della sua conferenza stampa tenuta alla Mostra del Cinema di Venezia del 2023. Yannick è stato presentato, in anteprima mondiale, al Locarno Film Festival.
In Italia venne distribuito nelle sale il 18 gennaio 2024.

## Riconoscimenti
- 2023 - Locarno Film Festival
  - In concorso per il Pardo d'oro
  - European Cinemas Label Award
- 2024 – Premio César[10]
  - Candidatura per il migliore attore a Raphaël Quenard
  - Candidatura per il migliore attore non protagonista a Pio Marmaï
- 2024 – Premio Lumière[11]
  - Candidatura per la migliore sceneggiatura a Quentin Dupieux